# Unij, Horodenka
Unij (în ucraineană Уніж) este un sat în comuna Luka din raionul Horodenka, regiunea Ivano-Frankivsk, Ucraina.

## Demografie
Componența lingvistică a localității Unij
     Ucraineană (100%)
Conform recensământului din 2001, toată populația localității Unij era vorbitoare de ucraineană (100%).